# Crangonidae
Los crangónidos (Crangonidae) son una familia de crustáceos decápodos carideos, una de las dos familias de la superfamilia de los crangonoideos (Crangonoidea).
Son unas gambas pequeñas. Tienen el caparazón con un número variable de crestas y con el primer par de pereiópodo subquelado. Son típicamente bentónicos y se pueden encontrar desde la zona litoral hasta el abisal.

## Géneros
- Aegaeon Agassiz, 1846
- Argis Krøyer, 1842
- Crangon Fabricius, 1798
- Lissocrangon Kuris & Carlton, 1977
- Lissosabinea Christoffersen, 1988
- Mesocrangon Zarenkov, 1965
- Metacrangon Zarenkov, 1965
- Morscrangon † Garassino & Jakobsen, 2005
- Neocrangon Zarenkov, 1965
- Notocrangon Coutière, 1900
- Paracrangon Dana, 1852a
- Parapontocaris Alcock, 1901
- Parapontophilus Christoffersen, 1988
- Philocheras Stebbing, 1900
- Placopsicrangon Komai & Chan, 2009
- Pontocaris Bate, 1888
- Pontophilus Leach, 1817
- Pseudopontophilus Komai, 2004
- Prionocrangon Wood-Mason & Alcock, 1891
- Rhynocrangon Zarenkov, 1965
- Sabinea J. C. Ross, 1835
- Sclerocrangon Sars, 1883
- Syncrangon Kim & Hayashi, 2003
- Vercoia Baker, 1904

|}